# Baiyankamys shawmayeri
Baiyankamys shawmayeri är en däggdjursart som först beskrevs av Hinton 1943.  Baiyankamys shawmayeri ingår i släktet Baiyankamys och familjen råttdjur. Inga underarter finns listade i Catalogue of Life.
Denna gnagare förekommer i bergstrakter på Nya Guinea. Arten vistas i regioner som ligger 1500 till 3600 meter över havet. Den lever delvis i vattnet men den undviker större insjöar. Baiyankamys shawmayeri gräver boet ofta vid strandlinjer av bäckar och floder. Vanligen lever flera individer i boet.